# جاناتان بیجیمین
جاناتان بیجیمین (انگلیسی: Jonathan Bijimine؛ زادهٔ ۹ ژوئیهٔ ۱۹۹۴) بازیکن فوتبال اهل جمهوری دموکراتیک کنگو است.
از باشگاه‌هایی که در آن بازی کرده‌است می‌توان به باشگاه فوتبال کوردوبا، باشگاه فوتبال پروجا، و باشگاه فوتبال سدان اشاره کرد.
وی همچنین در تیم‌های ملی فوتبال DR Congo national under-20 football team و جمهوری دموکراتیک کنگو بازی کرده‌است.